# Svante Lundgren
För teologen och författaren Svante Lundgren, se Svante Lundgren (författare)
Svante Lundgren, född 1913 i Gårdskär i Uppland, död 27 juli 1988, var en svensk naturfotograf och författare.

## Biografi
Lundgren var fiskarson från Uppland, lärare och passionerad naturfotograf. Han brukar räknas till pionjärerna inom svensk naturfotografi. I sitt ibland kontroversiella sätt att avbilda det norrländska fjällandskapet förde han in element av subjektivitet för att återge den egna upplevelsen. Han var även en ivrig fågelfotograf.
Hans fotosamling har donerats till Västerbottens museum i Umeå och han finns representerad vid bland annat Nationalmuseum i Stockholm.